# Hjortsberga landskommun, Blekinge
Hjortsberga landskommun var en tidigare kommun i Blekinge län. 

## Administrativ historik
Kommunen bildades i Hjortsberga socken i Medelstads härad då 1862 års kommunalförordningar trädde i kraft. 
Vid kommunreformen 1952 gick den upp i Listerby landskommun, vilken i sin tur gick upp i Ronneby stad år 1967. Området ingår i Ronneby kommun sedan 1971.

## Politik

### Mandatfördelning i valen 1938-1946
| 10 | 1 | 4 |

| 14 |

| 10 | 3 | 2 |

| 15 |

| 9 | 2 | 2 | 2 |

| 14 |